# Engelomyia fumipennis
Engelomyia fumipennis là một loài ruồi trong họ Tachinidae.